# Sadegh Hedayat

Sadegh Hedayat

Sadegh (of Sadeq) Hedayat (Teheran, 17 februari 1903 – Parijs, 9 april 1951) was een Iraanse schrijver, vertaler en intellectueel. Hij is het meest bekend door zijn roman Boof-e koor (De Blinde Uil) en was een van de eerste Iraanse schrijvers die literair modernisme toepaste in zijn werk.

## Levensloop[1]
Hedayat werd geboren in een Noord-Iraans aristocratisch gezin in Teheran (zijn overgrootvader Reza-Qoli Khan Hedayat was zelf een gerespecteerd schrijver en werkte voor de overheid, net als andere familieleden) en werd onderwezen op de Collège Saint-Louis (Franse katholieke school) en Dar ol-Fonoon (1914-1916). In 1925, als een van een selecte groep studenten, reisde hij naar Europa alwaar hij zijn studies voortzette. Daar studeerde hij aanvankelijk bouwkunde in België, waar hij na een jaar mee stopte en ging architectuur studeren in Frankrijk. Daar gaf hij zijn architectuurstudie op en ging vervolgens lessen tandheelkunde volgen. In deze periode leerde hij Thérèse kennen, een Parijsenaar waar hij een liefdesaffaire mee kreeg. In 1927 probeerde hij zelfmoord te plegen door zichzelf in de rivier de Marne te werpen, maar hij werd gered door een vissersboot. Na vier jaar in Frankrijk gaf hij zijn studie eindelijk op en keerde hij naar huis terug in de zomer van 1930 zonder diploma. In Iran had hij verschillende baantjes voor kortere periodes.
Hedayat wijdde zich daaropvolgend zijn verdere leven aan het bestuderen van westerse literatuur en maakte kennis met de Iraanse geschiedenis en folklore. De werken van Rainer Maria Rilke, Edgar Allen Poe, Franz Kafka, Anton Tsjechov en Guy de Maupassant intrigeerden hem het meest. Tijdens zijn korte literaire loopbaan publiceerde Hedayat een aanzienlijke hoeveelheid korte verhalen en novelle’s, twee historische drama’s, een toneelstuk, een reisverslag en een verzameling satirische parodieën en sketches. Zijn schrijven bevatte ook literaire kritiek, studies van Perzische folklore en vele vertalingen van Middel-Perzische en Franse teksten. Hem is toegeschreven de Perzische taal en literatuur te hebben geïntroduceerd in de mainstream internationale contemporaine schrijverswereld. Er is geen twijfel mogelijk dat Hedayat de meest moderne van alle moderne schrijvers in Iran was. Hoewel, voor Hedayat was moderniteit niet slechts een kwestie van wetenschappelijke rationaliteit of het strikt imiteren van Europese waarden.
In zijn latere jaren, toen hij de socio-politieke problemen van zijn tijd gewaar was geworden, begon Hedayat de twee voornaamste oorzaken van Irans achteruitgang, te weten de monarchie en de geestelijkheid, aan te vallen en door zijn verhalen probeerde hij de doof- en blindheid van Iran toe te schrijven aan het misbruik van hoofdzakelijk deze twee krachten. Vervreemd voelend van iedereen om hem heen, voornamelijk van zijn leeftijdsgenoten, behandelt Hedayats laatste werk, De boodschap van Kafka, melancholie, wanhoop en het gevoel ten dode te zijn opgeschreven ervaren alleen door diegenen die onderworpen zijn aan discriminatie en onderdrukking.
Hedayat reisde en verbleef in India van 1936 tot 1937. Het herenhuis in Bombay waar hij verbleef tijdens zijn bezoek aan die stad was recentelijk herontdekt in 2014. Hedayat in India, geschreven door Nadeem Akhtar, voorziet ons van details omtrent Sadegh Hedayat’s verblijf in India. In Bombay voltooide en publiceerde hij zijn werk met de langste houdbaarheid, De Binde Uil, waaraan hij begin 30’er jaren in Parijs was begonnen te schrijven. Dit boek werd geprezen door velen insluitend Henry Miller, André Breton, en anderen. Het is een van de meest belangrijke literaire werken in de Perzische taal genoemd.
Eind 1950 verliet Hedayat Iran voor Parijs. Daar pleegde hij, op 9 april 1951, zelfmoord door zichzelf te vergassen in een klein gehuurd appartement op de Rue Championnet nummer 37. Hij had alle gaten in de ramen en de deur gevuld met katoen en, zodat zijn zelfmoord niemand tot een last zou zijn, het geld voor zijn doodskleed en begrafenis, 100.000 franc, verborgen in een tas voor iedereen duidelijk zichtbaar. Hij werd begraven op de Cimetière du Père-Lachaise in Parijs. Zijn begrafenis werd bijgewoond door enkele van zijn intiemste vrienden en bekenden, zowel Iraniërs als Fransen.
De Engelse dichter John Heath-Stubbs publiceerde in 1954 een treurgedicht, A Cassida for Sadegh Hedayat.

## Huidige censuur
Zijn werk is herhaaldelijk onder vuur komen te liggen in Europa door politieke Islamisten. De romans De Blinde Uil en Hai Aqa werden op de 18e Internationale Boekenfair in 2005 te Teheran verboden. In Haji Aqa verkennen zijn personages het gebrek aan meritocratie in Iran:
Teneinde de mensen in het gareel te kunnen houden, moeten zij hongerig, behoeftig, ongeletterd, en bijgelovig, worden gehouden. Als het kruidenierskind geletterd wordt, zal hij niet alleen mijn uitspraken bekritiseren, maar zal hij ook woorden uiten de jij noch ik zullen begrijpen… Wat zal gebeuren als het kind van een voedselwarenverkoper tevoorschijn zal komen als intelligent en capabel – en mijn kind, de zoon van een Haji, tevoorschijn zal komen als lui en dwaas?
In november 2006, was het herpubliceren van Hedayat’s werk in ongecensureerde vorm verboden in Iran, als onderdeel van een overweldigende zuivering. Hoewel, het toezicht van boekenstallen is beperkt en het is blijkbaar nog steeds mogelijk tweedehands versies van zijn werken te verkrijgen. De originele website is ook nog steeds online.

## Nederlandse vertalingen
- Boek van bedrog. Een bundel Perzische folklore. Uit het Perzisch vertaald door Ali Soleimani. Het Talenhuis, Drachten, 2007
- Heer Hadzji. Vertaald door Ali Soleimani. Het Talenhuis, Drachten, 2003
- Levend begraven en S.G.L.L.. Vertaald door Ali Soleimani. Het Talenhuis, Drachten, 2011
- Maanziek / Sampingue / De magie van Perzië (Tekst in het Nederlands en in het Frans). Vertaald door Ali Soleimani. Het Talenhuis, Drachten, 2012
- Liederen van Khayyam. Vertaald door Ali Soleimani. Het Talenhuis, Drachten, 2013
- Het trekzakje Wak Wak Sahab. Vertaald door Ali Soleimani. Het Talenhuis, Drachten, 2014
- De blinde uil. Uit het Perzisch vertaald door Gert.J.J. de Vries. Uitgeverij Jurgen Maas, Amsterdam, 2018[2]

- Bibsys: 90688966
- Biblioteca Nacional de España: XX966345
- Bibliothèque nationale de France: cb120669834 (data)
- CiNii: DA02147917
- Digitale Bibliotheek voor de Nederlandse Letteren: hida001
- Gemeinsame Normdatei: 118547585
- International Standard Name Identifier: 0000 0001 0844 961X
- Library of Congress Control Number: n50035083
- Bibliotheek van het Japanse parlement: 00443276
- Nationale Bibliotheek van Tsjechië: xx0003542
- Nationale bibliotheek van Australië: 35193339
- Nationale Bibliotheek van Israël: 987007262659205171
- Nationale Bibliotheek van Polen: a0000001235171
- Nationale en Universitaire bibliotheek Zagreb: 000172846
- Nederlandse Thesaurus van Auteursnamen: 070162158
- Istituto Centrale per il Catalogo Unico: RAVV029675
- LIBRIS: 59942
- Système universitaire de documentation: 028937503
- TDVİA: sadik-hidayet
- Trove: 859459
- Virtual International Authority File: 56631825
- WorldCat: E39PBJfX46PVRg6k9tv4Bm6qcP